# اوگنیان گردزیکوف
اوگنیان گردزیکوف (بلغاری: Огнян Стефанов Герджиков؛ زادهٔ ۱۹ مارس ۱۹۴۶) سیاست‌مدار اهل بلغارستان است. وی از ۲۷ ژانویه ۲۰۰۷ تا ۴ مه ۲۰۰۷ نخست‌وزیر موقت بلغارستان بود.